# دوري السوبر الأوغندي 2011-12
دوري السوبر الأوغندي 2011-12 (بالإنجليزية: 2011–12 Uganda Super League)‏ هو موسم من دوري السوبر الأوغندي. أشرف على تنظيمه اتحاد أوغندا لكرة القدم، وكان عدد الأندية المشاركة فيه 16، وفاز فيه نادي إكسبريس.